# 秦徳純
秦 徳純（しん とくじゅん、1893年12月11日 - 1963年9月7日）は、中華民国の軍人。北京政府、直隷派、国民軍、国民政府（国民革命軍）に属した。字は紹文。

## 事跡

### 北方各派での活動
済南陸軍小学を経て、保定陸軍軍官学校第2期で学ぶ。1914年（民国3年）の卒業後、秦徳純は済南に駐屯していた陸軍第5師に所属した。1918年（民国7年）、安徽派の軍隊に配属される。1920年（民国9年）に安徽派が敗北すると、北京陸軍大学第6期で学んだ。
1923年（民国12年）の卒業後、直隷派の軍隊に所属して河南省に駐留した。1924年（民国13年）の第2次奉直戦争で直隷派が敗北すると、秦徳純は上官の王為蔚に随従して国民軍の岳維峻に帰属する。これにより、秦は国民軍第2軍第5師の参謀長に就任した。しかし1925年（民国13年）、直隷派の呉佩孚が再起すると、王為蔚は呉に帰参し、秦もこれに従う。以後、河南省一帯で、陸軍第24師師長として、国民軍や中国国民党の北伐軍と戦った。

### 国民革命軍への帰順
1927年（民国16年）6月、馮玉祥率いる国民革命軍第2集団軍（旧国民軍）が河南入りすると、秦徳純は後ろ盾を失ったため、馮に降伏してその配下となった。これにより、秦は第2集団軍第2方面軍副総指揮兼第23軍軍長に任命された。まもなく第14軍軍長兼第2集団軍総司令部副参謀長に昇進している。1928年（民国17年）6月、馮玉祥配下の石敬亭、孫良誠が相次いで山東省政府主席に就任すると、秦はこの2人の下で省政府委員をつとめた。
北伐完了後の馮玉祥による反蔣介石戦争では、秦徳純は国民軍副総参謀長、第2方面軍参謀長などを歴任した。反蔣介石戦争敗北後は、宋哲元とともに張学良に降伏し、第29軍軍長となった宋の下で総参議をつとめた。民国21年（1932年）秋、宋が察哈爾省政府主席に就任すると、秦は省政府民政庁長兼委員を務めた。民国22年（1933年）春、張が下野すると、蔣の腹心である何応欽らが主管する軍事委員会北平分会が設置され、秦はその委員に任命された。

### 土肥原・秦徳純協定
1935年（民国24年）6月5日、張北事件が発生すると、その事後処理のために秦徳純が中国側代表として、日本側代表の土肥原賢二と交渉する。同月27日に土肥原・秦徳純協定（中国では秦土協定と呼ばれる）が締結された。なお秦自身は、「秦土協定」と国内で呼ばれることに恐怖を覚え、協定に同意したのは何応欽であるから「何土協定」と呼ぶべきだ、と吹聴したとされる。また、協定の結果として、宋哲元がチャハル省政府主席を罷免され、秦がその代理とされた。しかし、宋の不満が強かったため、秦は敢えて代理職にも就こうとしなかった。
同年12月に、冀察政務委員会が成立すると、宋哲元が委員長に、秦徳純が常務委員兼北平（北京）市長にそれぞれ就任した。秦は宋の参謀を務める一方で、蔣介石と宋との交渉・連絡役の任務を負った。1937年（民国26年）7月の盧溝橋事件後、宋哲元は組織的な防戦ができずに日本軍の前に北平・天津を喪失してしまう。宋が秦に蔣への斡旋をさせたところ、宋は第1集団軍総司令に任命され、秦はその総参議となった。

### 日中戦争・国共内戦期
以後の秦徳純は軍政官僚に転じる。軍法執行総監部副総監、兵役部政務次長、軍令部次長などを歴任して、民国35年（1946年）に国防部次長に就任した。1948年（民国37年）12月、秦は山東省政府主席兼青島市長に就任した。しかし、この時点ですでに山東省には人民解放軍が進軍してきていた。秦が青島に着任したのは1949年（民国38年）3月のことであった。しかも僅か8日しか滞在できずに飛行機で広州へ逃げ帰り、国防部次長に復任した。同年8月、台湾へ逃走している。
1963年（民国52年）9月7日、台北で病没。享年71。